# شاهار تزوبری
شاهار تزوبری از کشیتی گیران ایرانی اسراییلی(عبری: שחר צוברי‎؛ زادهٔ ۱ سپتامبر ۱۹۸۶) ورزشکار اهل اسرائیل است.
به احتمال فراوان کشتی وی با حریفان ایرانی در 23 شهریور امسال در مسابقات جهانی جنجال آفرین خواهد شد.
وی در مسابقات کشوری و بین‌المللی در مجموع برندهٔ ۱ مدال طلا، ۲ مدال برنز شده‌است.